# Fahrenheit 451 (2018)
Fahrenheit 451 é um drama distópico escrito e dirigido por Ramin Bahrani, baseado no livro de mesmo nome escrito por Ray Bradbury. Estrelado por Michael B. Jordan, Michael Shannon, Sofia Boutella, Lilly Singh, Laura Harrier, Andy McQueen e Martin Donovan.

## Enredo
O filme apresenta um futuro onde todos os livros são proibidos, opiniões próprias são consideradas antissociais e hedonistas, e o pensamento crítico é suprimido. O personagem central, Guy Montag, trabalha como "bombeiro" (o que na história significa "queimador de livro"). O número 451 é a temperatura (em graus Fahrenheit) da queima do papel. No entanto, ele conhece Clarisse McClellan (Sofia Boutella), uma jovem misteriosa que faz com que ele comece a questionar suas atitudes e todo o sistema vigente.

## Elenco
- Michael B. Jordan como Guy Montag
- Michael Shannon como Capitão Beatty
- Sofia Boutella como Clarisse McClellan
- Lilly Singh como Raven
- Laura Harrier como Mildred "Millie" Montag
- Martin Donovan como Comissário Nyari
- Andy McQueen, como Gustavo
- Dylan Taylor como Douglas
- Graça Lynn Kung como Presidente Mao
- Keir Dullea como Historiador

## Lançamento
Em 11 de janeiro de 2018, a conta do Twitter da HBO lançou um trailer para o filme, com o slogan: "Fato. Ficção. Tudo queima". O filme está previsto para ser lançado em 19 de maio de 2018, depois de estrear no Festival de Cannes de 2018.